# 延命寺 (板橋区中台)
延命寺（えんめいじ）は、東京都板橋区にある真言宗豊山派の寺院。なお、当寺の1.4キロメートル東北東の志村に寺号が同一の「延命寺」がある。この寺も真言宗豊山派である。混同を避けるため、当寺は「中台延命寺」とも呼ばれている。

## 歴史
寛永年間（1624年-1645年）に開山された。元々あった観音堂を寺院化したものと伝えられている。度々火災に遭っているので、寺の記録をしばしば失っており、詳細は不明になっている。幕末期の20世から22世までの住職の名も不明になっている。

## 寺宝等
- 如意輪観世音菩薩像（本尊、秘仏）

運慶作といわれている。かつての観音堂に安置していたものをそのまま本尊にした。高さは124センチメートルあり、現在は秘仏となっている。普段は厨子に納まっている。
- 閻魔王坐像
- 釈迦誕生仏
- 弘法大師坐像
- 興教大師坐像
- 釈迦涅槃画像
- 十六善神画像曼荼羅
- 十三仏画像
- 大般若経600巻

## 交通アクセス
- 上板橋駅より徒歩14分。